# Adler 8 HP
L'Adler 8 HP est une automobile du constructeur allemand Adler produite entre 1901 et 1903.

## Production
L’entreprise basée à Francfort-sur-le-Main a commencé à produire des automobiles en 1900. Le nom de la marque était Adler.
L’Adler 8 HP était plus grand que l’Adler 4,5 HP. Le moteur recevait plus de cylindrée et plus de puissance. Les 8 HP étaient disponibles en spider, en phaéton en berline ou en petit camion. L’Adler 8 HP avait un moteur monocylindre de De Dion-Bouton.
Le moteur monocylindre avait 864 cm³ avec un alésage de 100 mm et une course de 110 mm. La puissance maximale de 8 HP a été atteinte à 1500 tr/min. Le système d’allumage fonctionnait sur une batterie et une bobine d’induction. Le réservoir de carburant se trouvait à l’avant du compartiment moteur et fonctionnait selon le principe de la pente. L’achat du moteur a été fait d’une part en raison d’un manque d’expérience en matière de conception de moteurs, mais aussi en raison du risque d’éviter les contrefaçons de brevets. De Dion-Bouton était le plus grand producteur mondial avec 26 000 moteurs produits jusqu’en 1902. L’automobile à quatre ou deux places et le camion avaient un empattement de 2200 mm et une largeur de voie de 1200 mm.
L’une des raisons de l’entrée d’Adler dans la production automobile était l’aplatissement de la construction de bicyclettes vers 1900. Avec les véhicules à moteur, ils voulaient se positionner plus solidement à côté des machines à écrire et des vélos.
Le véhicule, qui a été présenté presque en même temps que la première Renault, était équipé d’un radiateur à tube serpentin. Les premiers véhicules Adler avaient un capot qui s’inclinait doucement vers l’avant, à l’instar de Renault. L’Adler a également été l’un des premiers véhicules avec un arbre à cardan, alors que les chaînes étaient préférées par la plupart des fabricants. Un embrayage à cône en cuir assurait le changement de vitesse de la boîte de vitesses à trois vitesses. Le levier de vitesses était situé sur la colonne de direction. Les freins ont agi sur la boîte de vitesses et plus loin sur les roues arrière. Les roues étaient désormais conçues comme des roues à rayons en bois avec des pneus de 750 x 80 de la même taille.
À partir de la seconde moitié de 1902, les propres moteurs d’Adler sont utilisés pour la première fois. Étant donné que les dimensions du cylindre avec un alésage de 100 mm et une course de 110 mm correspondaient à celles du De Dion-Bouton, il est difficile de les différencier au sein de la série. Les nouveaux moteurs ne sont reconnaissables que par un régulateur centrifuge. L’installation de moteurs fabriqués par nos soins a été initiée par Alfred Teves, qui s’est fait connaître plus tard pour ses systèmes de freinage. Chez Adler, il a occupé le poste de directeur commercial. Il était également pilote d’usine et a participé à de nombreuses courses avec les automobiles Adler.

## Galerie

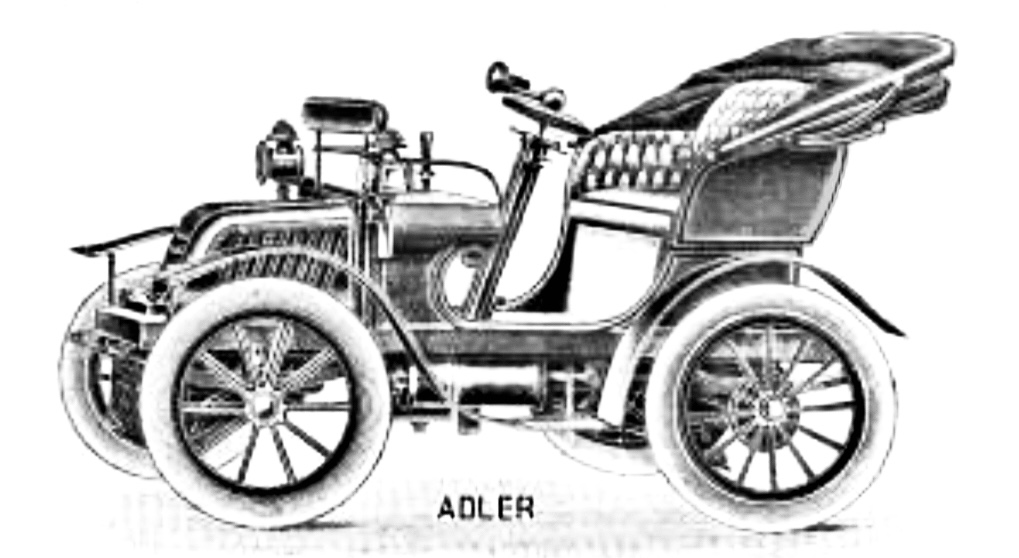
Adler 8 HP vis-à-vis
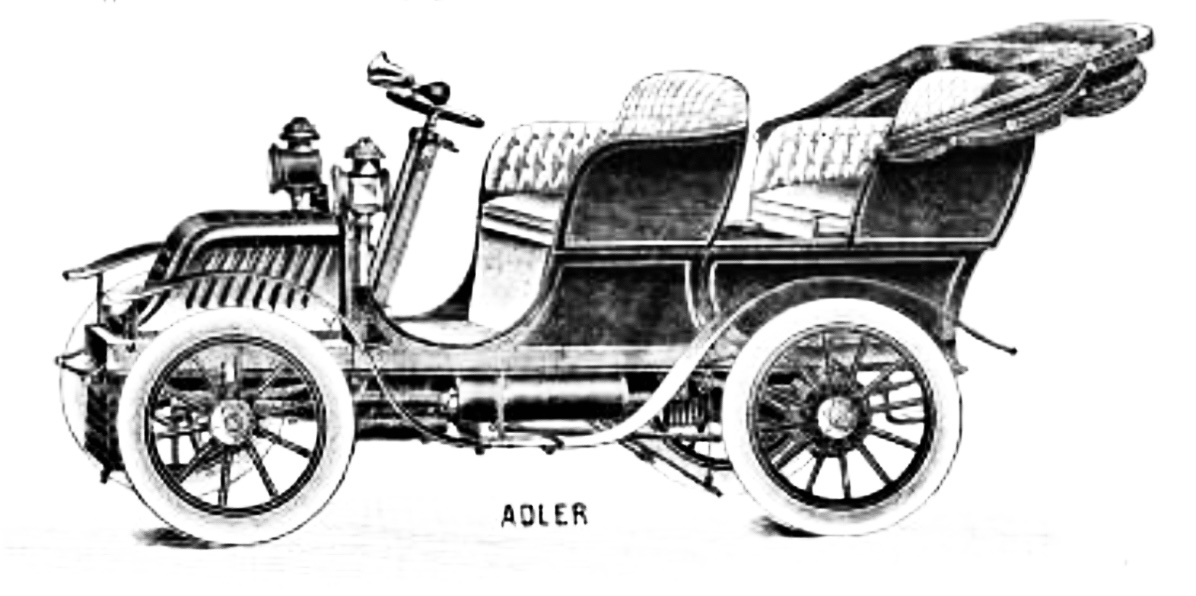
Adler 8 HP Wagonette
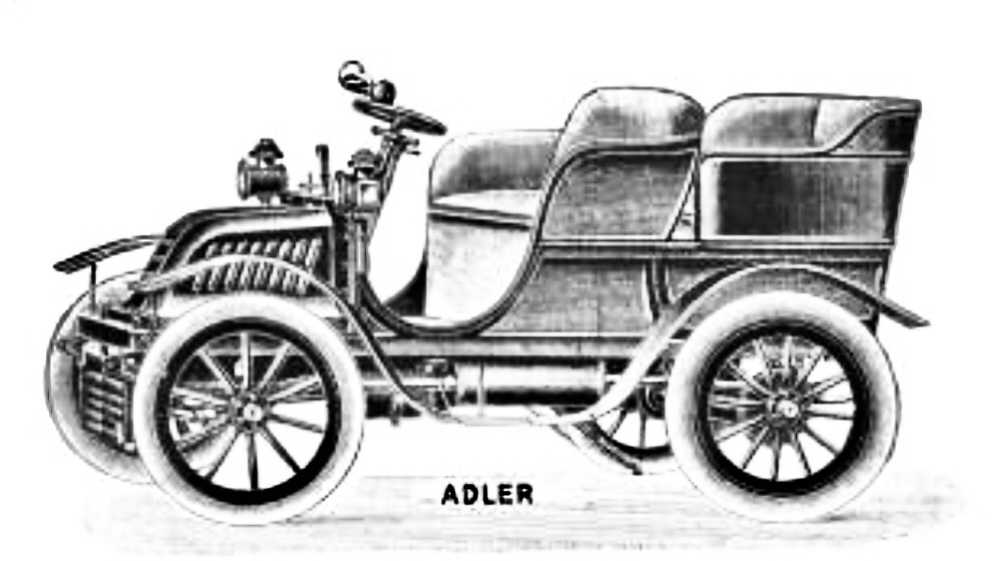
Adler 8 HP Tonneau
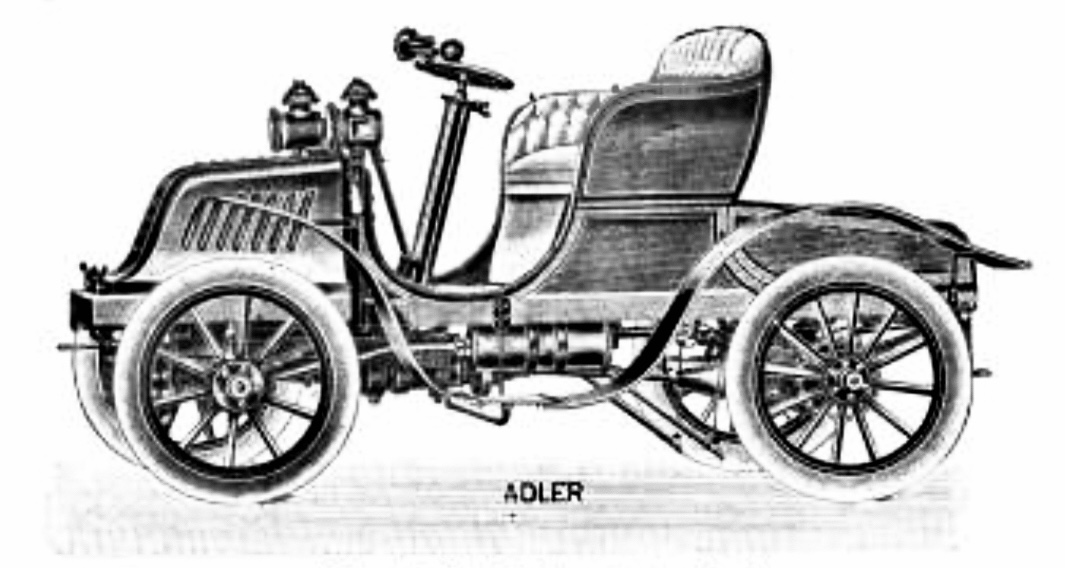
Adler 8 HP Voiture de course
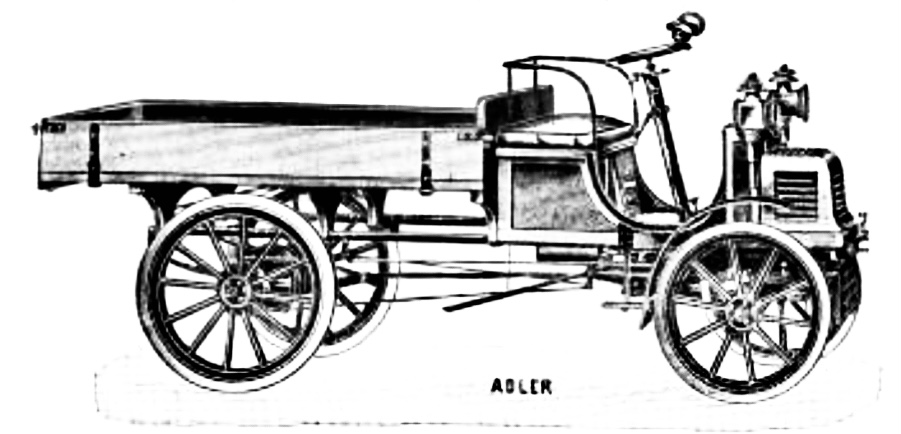
Adler 8 HP Camion à plateau
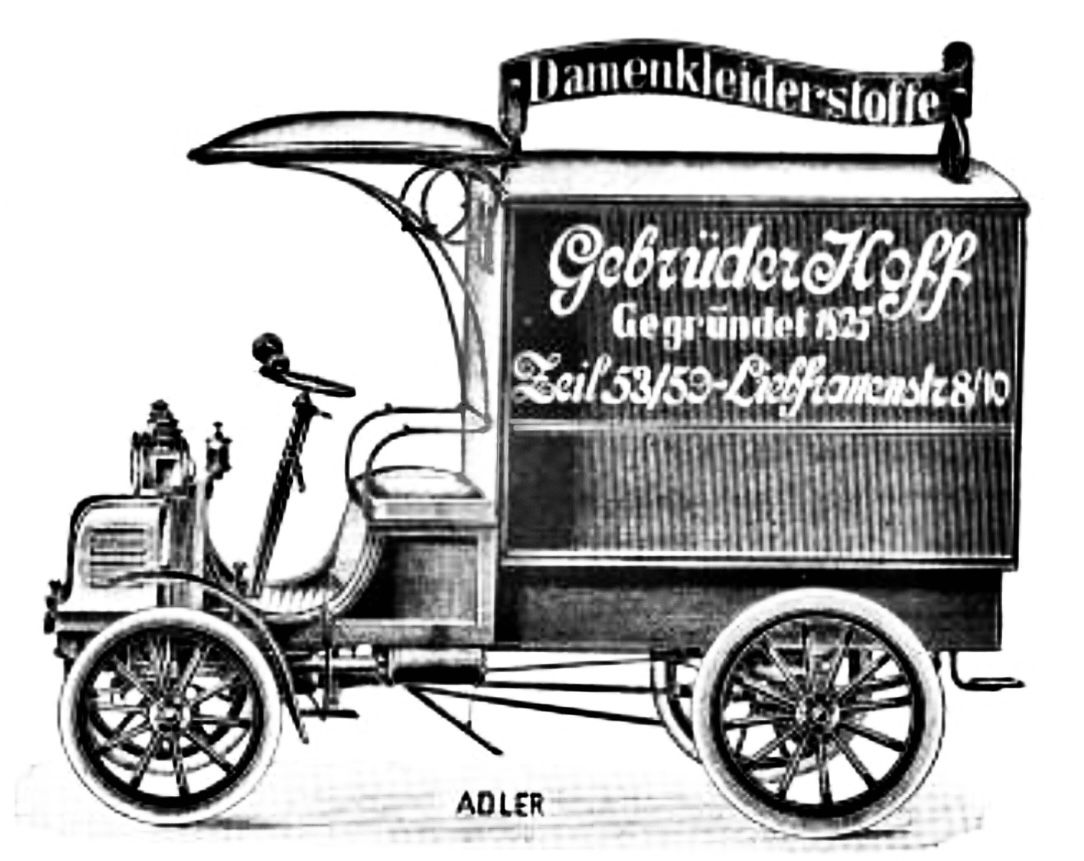
Adler 8 HP Véhicule de livraison
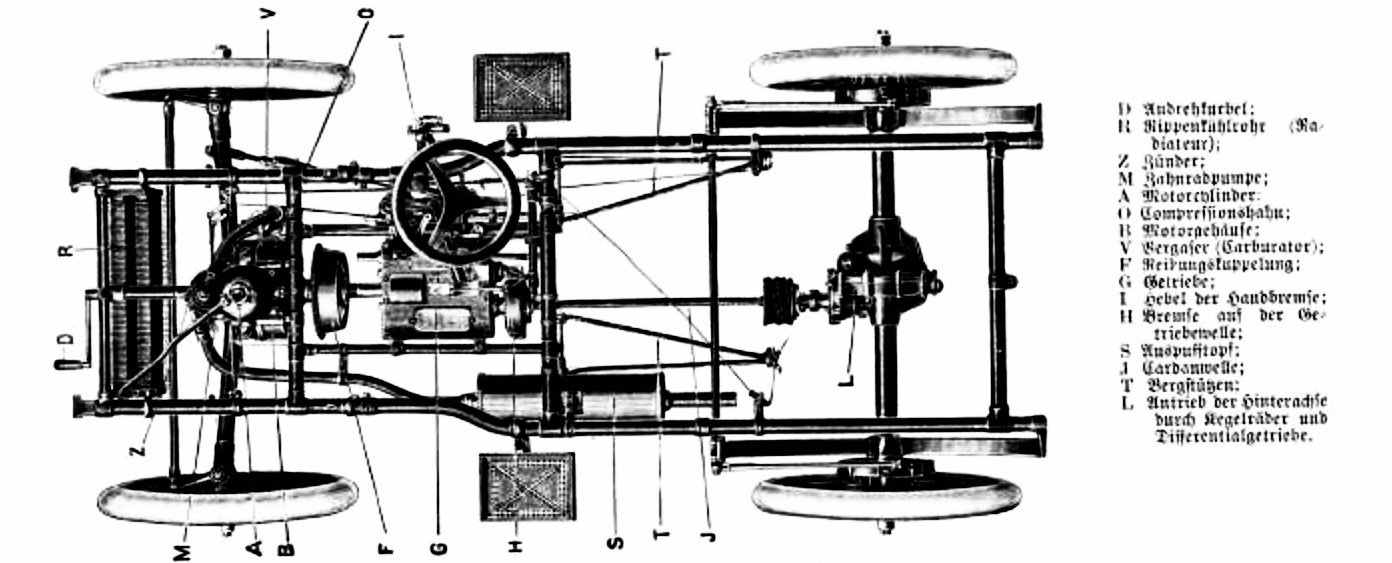
Adler 8 HP Chassis Au-dessus
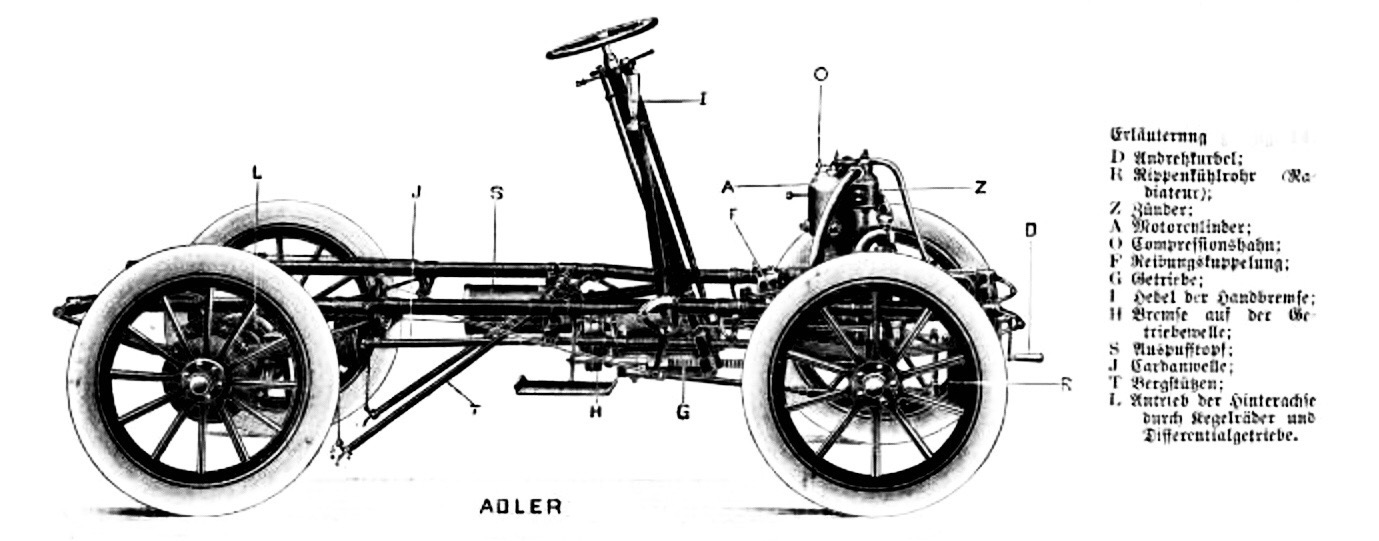
Adler 8 HP Chassis
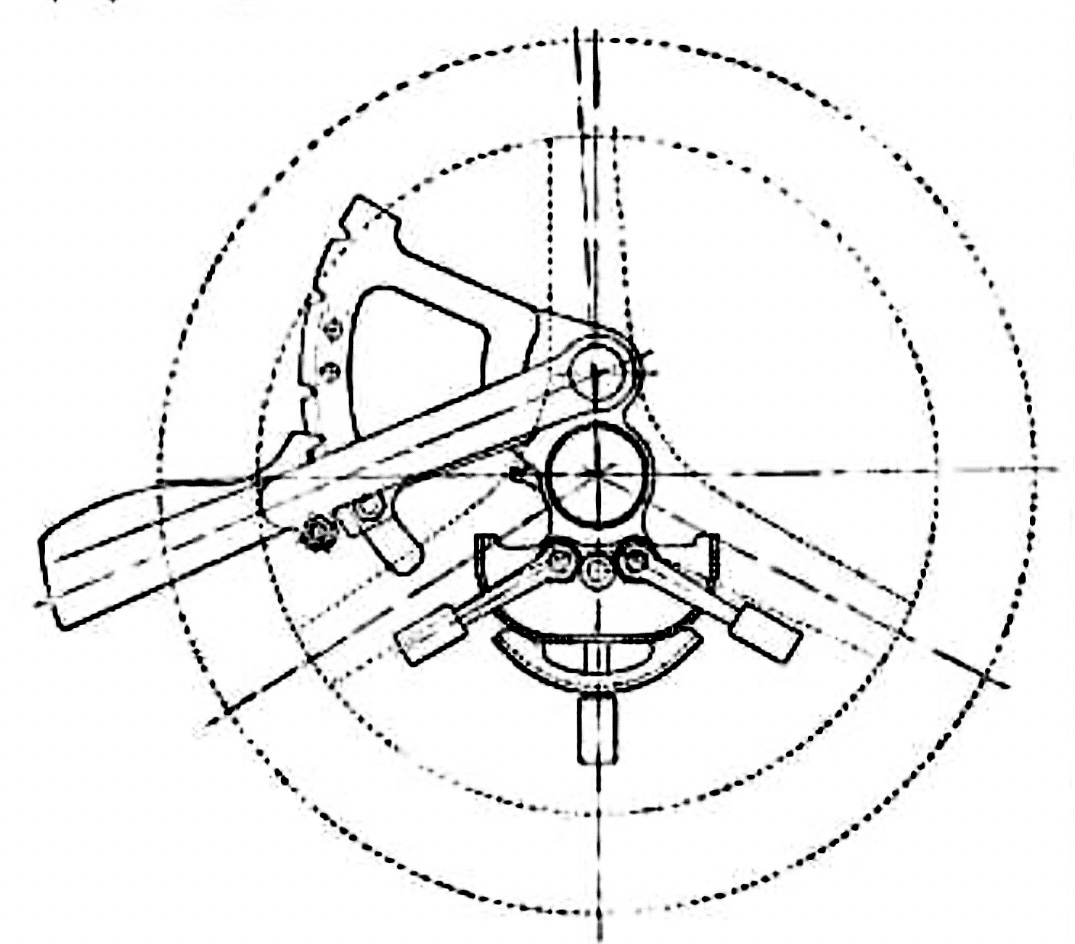
Adler 8 HP Transmission à trois vitesses, allumage, échappement sur le volant